# Dětřich Alsaský
Dětřich Alsaský (francouzsky Thierry d'Alsace, nizozemsky Diederik van de Elzas; 1099? – 4./17. ledna 1168 Grevelingen) byl hrabě flanderský, účastník křížových výprav a jeden z prvních pánů, kteří obdarovali templářský řád.

## Život
Dětřich byl synem lotrinského vévody Dětřicha II. a Gertrudy, dcery flanderského hraběte Roberta Fríského. Po brutální vraždě Karla Dobrého, která vyvolala občanskou válku, a jmenování Viléma Clita flanderským hrabětem si bruggští měšťané zvolili na hraběcí stolec Dětřicha jako vnuka Roberta Fríského a vzkázali francouzskému králi Ludvíkovi VI., jehož chráněncem byl Vilém Clito, že francouzský král nemá právo se vměšovat do volby flanderského hraběte. Dětřich přislíbil Bruggám, Gentu, Lille a Ypres, že bude podporovat obchod a hájit jejich svobody. V březnu 1128 jej Bruggy uznaly hrabětem. Po smrti Viléma Clita v létě 1128 v bitvě u Alostu se Dětřich dočkal uznání Francie a již v září 1128 v Casselu novopečený hrabě společně se svými vazaly obdaroval templářského velmistra Huga z Payns, jenž cestoval po evropských královských dvorech a povolával lid do Jeruzaléma.

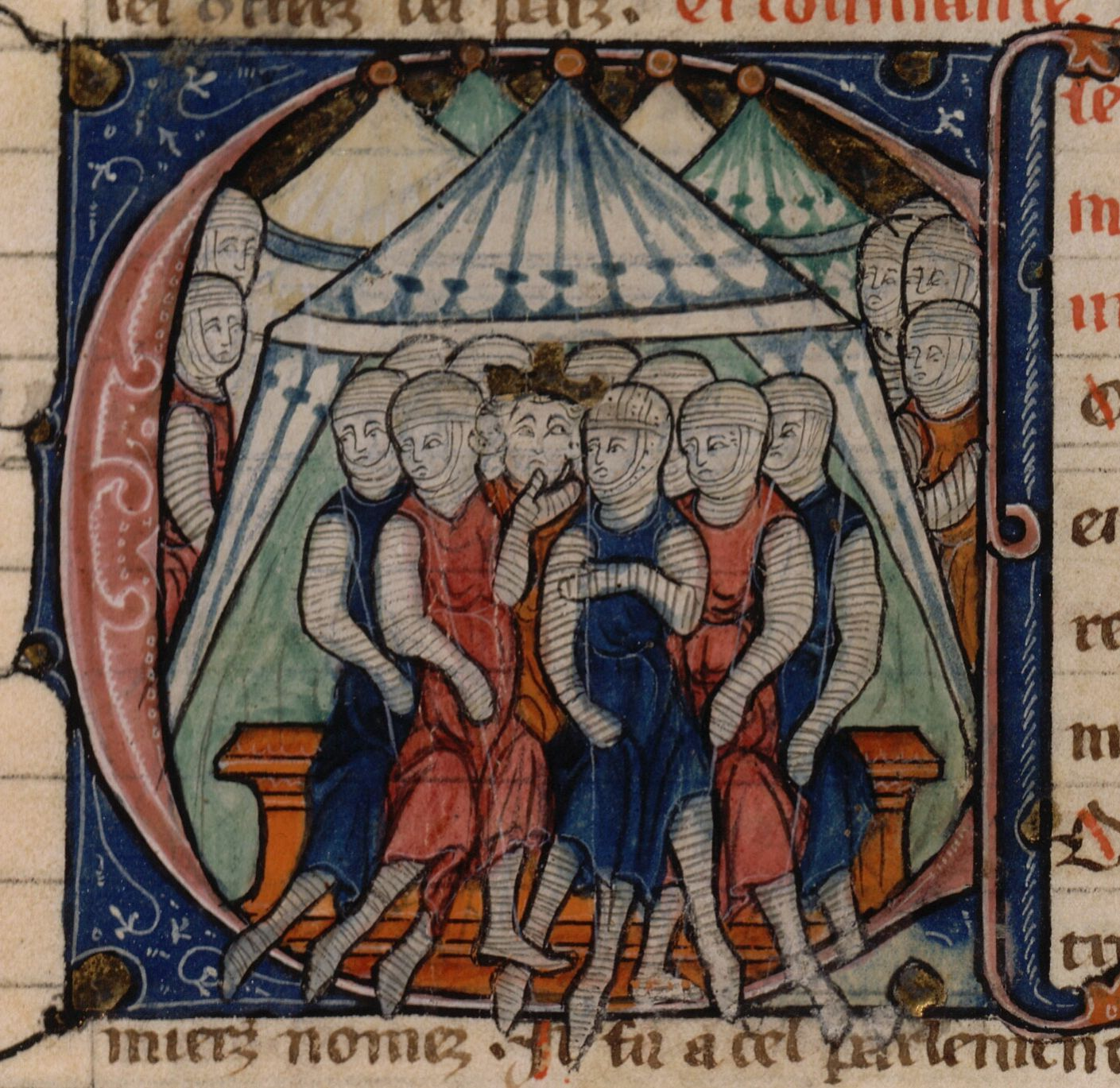
Koncil v Akkonu roku 1148

Během své vlády se snažil udržet si neutralitu během zápasu Francie s Anglií, která prospěla rozvoji flanderského obchodu. Roku 1134 po smrti první ženy Swanehildy se oženil se Sibylou, dcerou jeruzalémského krále Fulka z Anjou.
Opakovaně se vydával do Svaté země, a to roku 1138, roku 1147 s druhou křížovou výpravou, poté roku 1157 a 1164. O templářích hovořil roku 1144 jako o rytířích Chrámu ustavičně bojujících za Hospodina důraznou obranou východní církve před pohanskou špínou.
Zemřel v lednu 1168 ve Flandrech a byl pohřben v klášteře Watten. Vlády se ujal syn Filip.